# Lois Pereiro
Luis Ángel Sánchez Pereiro, né à Monforte de Lemos le 16 février 1958 et mort à  La Corogne le 24 mai 1996 et connu sous le nom de Lois Pereiro, est un poète et écrivain espagnol. La journée des lettres galiciennes (Día das Letras Galegas) de 2011 lui est consacrée.

## Biographie

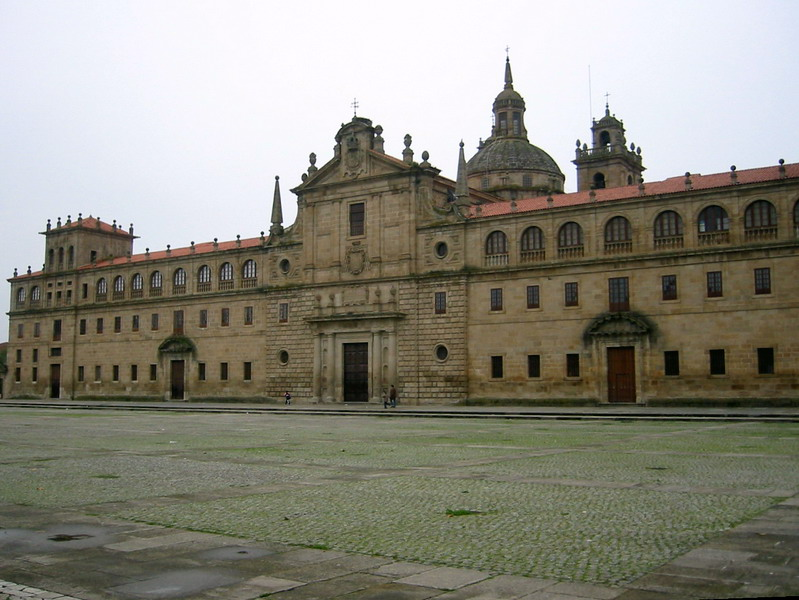
Lois Pereiro a été élève dans le collège d'un monastère de l'Ordre des frères des écoles pies.

### Enfance et adolescence en Lugo
Né à Monforte de Lemos le 16 février 1958 d'une mère institutrice et d'un père licencié en droit qui tient une cristallerie artisanale. Il est le deuxième enfant d'une fratrie de trois enfants, qui restera très liée. Avec son frère aîné Xosé Manuel Carlos, né en 1956, il partagera de nombreux moments de sa vie. Sa sœur cadette, Inés, née en 1965, sera toujours sa confidente et l’accompagnera plusieurs fois en voyage. 
Il fréquente le collège piariste Colexio da Nosa Señora da Antiga de 1963 jusqu'à la fin de ses études secondaires. 
La famille vit à Monforte de Lemos, mais les enfants partagent le temps des vacances scolaires entre les deux paroisses de la commune du Inicio, dont sont originaires les parents.
Lois Pereiro commence à écrire à l'âge de 15 ans.

### Jeunesse à Madrid
En décembre 1975, à 17 ans, il part à Madrid s’inscrire à l'université pour étudier la sociologie et rejoindre son frère qui fait des études de journalisme. Au bout de quelques mois, il renonce à ses études et revient à Monforte de Lemos pour travailler dans la cristallerie familiale.  
Après sa rencontre avec Piedade Cabo à Monforte de Lemos, il revient avec elle à Madrid en 1976. Il entreprend des études en anglais, français et allemand à l'école officielle de langues (Escuela Oficial de Idiomas) de Madrid. Il gagne sa vie en faisant des doublages pour le cinéma et des traductions. Avec son frère  Xosé Manuel Pereiro (es), Antón Patiño (es) et Manuel Rivas ils fondent une revue littéraire éphémère Loia, dont le quatrième et dernier numéro paraît en 1978.  
En 1981 il est victime de l'épidémie de la catastrophe sanitaire de l'huile de colza frelatée. Parmi les colocataires de l'appartement qu'il occupe à Madrid, il est le seul qui en gardera des séquelles à vie, son aspect physique est transformé. Il est soigné pendant quelques mois à Madrid avant de revenir d'abord à Monforte et ensuite il s'installe avec son frère à La Corogne.
De retour en Lugo, des textes de Pereiro apparaissent dans des anthologies sous les rubriques De amor e desamor (1984) et De amor e desamor II (1985), des compilations  qui incluent des noms comme Pilar Pallars, Miguel Angel Fernandez-Velho, Manuel Rivas, Xavier Seoane (gl), Francisco Salinas, Julio Valcarcel, Lino Braxe (gl) et d'autres poètes de tendances très diverses, mais qui partagent des préoccupations culturelles et intellectuelles. Parmi les initiatives conjointes de ce groupe hétérogène, il y a le soutien à la revue Luzes de Galiza, dans laquelle sont publiés les huit premiers chapitres de son roman inachevé Náufragos do paradiso.

### Ses voyages
En 1978 il fait son premier voyage en Andalousie avec sa compagne Piedade Cabo.
En 1979, toujours avec sa compagne, il fait son premier grand voyage à l'étranger (la Bretagne, Irlande) en quête de ses héros littéraires et musicaux : Dylan Thomas, James Joyce, Robert Louis Stevenson, William Butler Yeats, Jim Morrison, etc.
En 1983 et 1987, avec son ami Fernando Saco ils voyagent à Berlin, Paris, Amsterdam, Prague, etc.
En 1989, avec sa sœur Inés et son amie Pepa Buján ils parcourent la France et la Belgique en voiture
Le dernier voyage, en 1994, avec ses frères et sa mère, a été à Paris.

### Fin de vie à La Corogne
Il est décédé à La Corogne le 24 mai 1996. Les causes de sa mort, bien que malade du SIDA, ont été une accumulation de maladies qui s'est terminée par une insuffisance hépatique. Officiellement, et selon un arrêt de la Audiencia Provincial de Lugo (équivalent approximatif d'un tribunal de grande instance, en France), après un procès à l'État pour payer les funérailles, sa mort est due à l'empoisonnement par de l'huile de colza frelaté en 1981.
L'épitaphe gravée sur sa tombe, à sa demande, à Santa Cristina do Viso, paroisse de la commune O Incio, est : Cuspídeme enriba cando pasedes por diante do lugar onde eu repouse, enviándome unha húmida mensaxe de vida e de furia necesaria (« Crachez-moi dessus lorsque vous passerez devant le lieu où je reposerai, pour m'envoyer un message humide de vie et de fureur nécessaire »), est un paragraphe de l'un de ses poèmes.

## L'œuvre
De son vivant, il a publié deux ouvrages, en 1992 Poemas 1981/1991 et en 1995 Poesía de amor e enfermidade. Livres de poésie dure et nue marqués par l'expressionnisme, les références à la littérature allemande et des éléments de la contre-culture. Dans la revue Loia, il publie des poèmes qui sont ensuite compilés dans Poèmes pour une alouette (1996), livre qui comprend l'essai Modesta proposición para renunciar a facer xirar a roda hidráulica dunha cíclica historia universal da infamia (Modeste proposition de renoncer à faire tourner le moulin hydraulique d'une histoire cyclique universelle de l'infamie), textes repris également dans les pages du magazine Luzes de Galiza.

## Lajournée des lettres galiciennes2011
Lois Pereiro est connu et reconnu depuis l'âge de 17 ans par bon nombre d'intellectuels galiciens (Manuel Rivas, Antón Reixa, Xavier Seoane, etc) qui le considèrent comme un poète culte. Mais sa réputation de poète underground ne facilitait pas sa candidature à un tel hommage. Manuel Rivas, membre de l'Académie Royale Galicienne a déclaré : « Dédier la Journée des Lettres 2011 à Lois  a été une décision courageuse de l'Académie, parce qu'il est un écrivain culte, mais lorsque son œuvre sera diffusée, il deviendra un auteur très populaire,. »
Le gouvernement autonome de Galice a mis en place un vaste programme pour commémorer la Journée des Lettres galiciennes, dédiée à Lois Pereiro.

## Œuvre

### Poésie
- Poemas 1981/1991 (1992)
- Poesía última de amor e enfermidade (1995)
- Poemas para unha Loia (1997)
- Antoloxía (2011)
- Poesía completa  (2011)
- Obra completa, édition bilingue en galicien et castillan (Trad. Daniel Salgado) (2011)
- Poesía última de amor y enfermedad  (Trad. Daniel Salgado) (2012)
- Akaberako poesía amodioaz eta gaitzaz (1992-1995) (trad. en basque de Poesía última de amor e enfermidade.Trad. de Joxemari Sestorain) (2013)
- Poesía última d'amor i malaltia (19912-1995) (trad. en catalá de F. Escandell) (2016)

Anthologies
- Collected Poems (œuvre poétique complet en anglais. Trad de Jonathan Dunne) (2011)
- Sabrani stihotvoreniya (œuvre poétique complet en bulgare. Trad. de Tsvetanka Elenkova) (2013)

#### Français
- Dix-sept poètes galiciens 1975-2000. Dezasete poetas galegos 1975-2000 (2008, Universidade da Coruña).

### Essai
- Modesta proposición e outros ensaios (2011)

### Journal
- Conversa ultramarina (2010)

### Roman
- Náufragos do Paraíso  (2011)

### Œuvres collectives
- De amor e desamor. I e II (1984, 1985)
- Concurso Nacional de Poesía O Facho (1978-1989) (1990)
- Antoloxía consultada da poesía galega 1976-2000 (2003)
- Dix-sept poètes galiciens 1975-2000. Dezasete poetas galegos 1975-2000 (2008)